# Hari
Hari nebo Jambi (indonésky Batang Hari) je řeka na ostrově Sumatra v provincii Jambi v Indonésii. Je přibližně 600 km dlouhá. Povodí má rozlohu 40 000 km².

## Průběh toku
Pramení na východních svazích horského hřbetu Barisan. Protéká převážně bažinatou rovinou ve východní části ostrova. Ústí do Berhalského průlivu Jihočínského moře.

## Vodní stav
Řeka má velké množství vody po celý rok. Průměrný roční průtok vody činí přibližně 1500 m³/s.

## Využití
Na řece leží město a námořní přístav Jambi.